# فدك (مقاطعة اشتهارد)
فدك (بالفارسية: مزرعه فدک) هي مستوطنة تقع في قسم بلنغ آباد الريفي (مقاطعة اشتهارد) في إيران.